# Forint

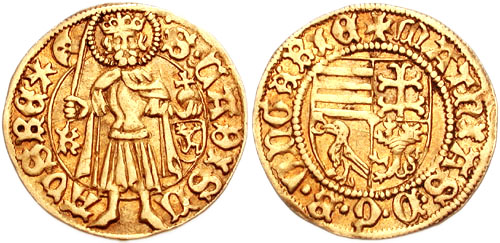
Mátyás király Körmöcbányán vert aranyforintja az 1467-es pénzreform előtt

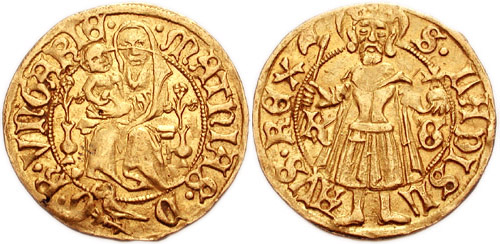
Mátyás pénzének állandó értékét az állandó érmekép is nyomatékosította. A pénzügyi reformot követően az aranyforintok előlapjára a korábbi címer helyett az ország védőszentje, Nagyboldogasszony került - amely egészen 1939-ig állandósult a magyar pénzverésben -, az érme hátlapján pedig maradt a hagyományos Szent László-ábrázolás

A forint (más néven fiorino, florin vagy gulden) a történelem során több országban is használt pénznem. A magyar forint (HUF) jelenleg Magyarország hivatalos fizetőeszköze.

## Aranyforint
A középkor leghíresebb aranyérmei közé tartozott a forint. Az aranyforint a nevét Firenze városról nyerte, ahol 1252 óta vertek aranypénzt. Ennek a pénznek a latin neve ugyanis florentinus, azaz „firenzei” volt, és ebből származik többek között a magyar forint neve is (régi alakja: florint).

## A forint Magyarországon

### Magyar aranyforint, 1325–1553

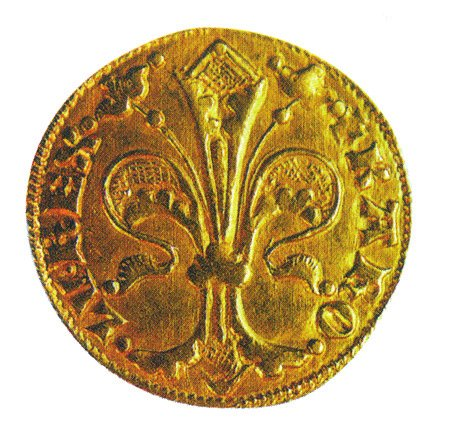
Aranyforint. Károly Róbert Firenzéből hozatott pénzverő mestereket, akik Körmöcbányán, az aranytermelés központjában rendezkedtek be. A firenzei fiorino d’oro névből ered a magyar forint elnevezés

Károly Róbert magyar király 1325-től firenzei mintára magyar aranyforintot kezdett veretni, amely a 16. századtól körmöci dukátként is ismert volt. (Jellemzői: 23 karát 9 grém, 0,9896-os finomság, 3,55 gramm teljes tömeg, 3,52 színsúly.) A Károly Róbert-féle aranyokra Keresztelő Szent János képe volt vésve, Karolus rex körirattal. A firenzei mintájú aranyforintokat a magyar király példáját követve Európa majdnem összes uralkodója bevezette. A magyar aranyforint azonban továbbra is keresett pénznek számított, amit főleg annak köszönhetett, hogy minőségét monetáris zavarok esetén se rontották le. A Buda–Bécs–Antwerpen vonaltól északra még hamisították is, ami szintén a keresettségét igazolja. A hamisítás miatti panaszok hatására 1358-ban I. Lajos megváltoztatta az érmeképet Szent László képére. E gyakorlat Rudolf király koráig tartott, azután a magyar aranyakra a király arcképét verték (aranydukát).

### Ezüstalapú forint, 1750–1892
Az ezüstalapú forint (németül Gulden általában és a bankjegyeken, de Fl., azaz Florin az érméken) egy történelmi ezüstalapú pénzegység volt (lásd: ezüstvaluta). 1750-től 1892-ig, az aranyalapú valuta bevezetéséig volt a Habsburg Birodalom, majd az Osztrák–Magyar Monarchia elsődleges törvényes fizetőeszköze. Két fő típusa 1750–1857 között az úgynevezett konvenciós forint, azután pedig az osztrák-értékű forint. Az előbbi 60 krajcárt ért, az utóbbi 100 krajcárral volt egyenértékű.

#### Konvenciós forint
A 18. században a Habsburg Birodalomban nagyszabású gazdasági, kereskedelem-élénkítő reformok kerültek bevezetésre, amelyek keretében a pénzrendszert is egységesítették. A Mária Terézia által 1750-ben bevezetett új pénznem neve Gulden volt (latinul Florenus, magyarul forint). Az uralkodónő bevezette a húszforintos pénzlábat, amelynek értelmében egy kölni márka (kb. negyed kilogramm) színezüstből 20 forintot kellett verni.
Mária Terézia arra törekedett, hogy a különböző pénzrendszereket a Német-római Birodalom minél nagyobb területén egységesítse, ezért 1753-ban Bajorországgal, majd számos más német állammal úgynevezett konvenciós pénzláb-egyezményt kötött, amelynek alapján azok az új ausztriai pénzlábhoz igazították saját rendszerüket (dél-német forint). A pénznem elnevezése ettől kezdve Gulden Conventions-Münze, azaz konvenciós forint volt. (Egészen 1857-ig, az új decimális rendszer bevezetéséig.) Egy konvenciós forint fél tallérral („konvenciós tallér”) és 60 krajcárral („konvenciós krajcár”) volt egyenértékű. A konvenciós forintot más néven féltallérnak és forintos tallérnak is nevezték.
Mária Terézia 1762-ben kibocsátotta a Habsburg Birodalom első bankjegyét 5, 10, 25, 50 és 100 forintos címletekben. A bankjegyeket 1 és 2 forint címletű ezüstpénz verésével egészítették ki. 1771-ben megjelentek az 500 és 1000 forintos bankócédulák is. A következő bankjegyek 1784-ben kerültek forgalomba II. József rendelete alapján. Ezeket a bankjegyeket már ezüstpénzre is fel lehetett váltani, és Magyarországon is kötelezővé tették a forintos bankjegyek elfogadását. I. Ferenc 1796-ban újabb forintos bankjegyeket helyezett forgalomba. A bankócédulák elfogadása ettől kezdve mindenki számára kötelezővé vált. 1 és 2 forintos bankócédulákat is kiadtak, 1 ezüstforint 2 bankócédula forintot ért. Egy bankócédula értéke 3 tyúk értékével ért fel.
A napóleoni háborúk idején, miután a franciák elfoglalták Bécset, a pénzjegynyomda Pestre, majd Nagyváradra költözött, és 1806-ban újabb formájú bankócédulákat hoztak forgalomba. 1809-ben azonban Bécsben a franciák Napóleon vezetése alatt továbbra is nyomták az eredeti nyomóeszközökkel a korábbi keltezésű bécsi bankócédulákat. Ezáltal kétféle bankócédula is forgalomban volt, és mivel csak a bankjegy papírjának árnyalatában különböztek egymástól, mindkettő forgalomban is maradhatott. A napóleoni háborúk után a papírpénz mennyisége már meghaladta az egymilliárd forintot, és a pénz értéke folyamatosan romlott. 100 ezüstforintért például 445, 1810 decemberében 960, 1811 márciusában 1200 papírforintot kellett fizetni. Emiatt elrendelték a forgalomban lévő összes forintos bankjegy és értékpapír leértékelését (devalváció): minden 5 forint értékű bankócéduláért 1 forint értékű úgynevezett váltóforintot adtak cserébe. Ennek két változata volt. Az 1811-ben kiadott Einlösungsschein (amely 1816-ig volt valutája a Habsburg Birodalomnak) hatalmas mennyisége ellenére is hamar kevésnek bizonyult, ezért 1813-ban az Anticipationsschein nevű váltóforint követte.
1816-ban megalakult az Österreichische National Zettelbank, ezzel újabb devalválást foganatosítottak. Megállapították, hogy 250 váltóforint 100 ezüstforinttal egyenlő. 1825-ben 5, 10, 25, 50, 100, 500, 1000 forintos, 1841-ben pedig 5, 10, 50, 100, 1000 forintos új bankjegyek kerültek forgalomba, majd 1847-től 5, 10, 100, 1000 forintos bankjegyek lettek a további fizetőeszközök.

#### Magyar forint az 1848–49-es szabadságharc idején

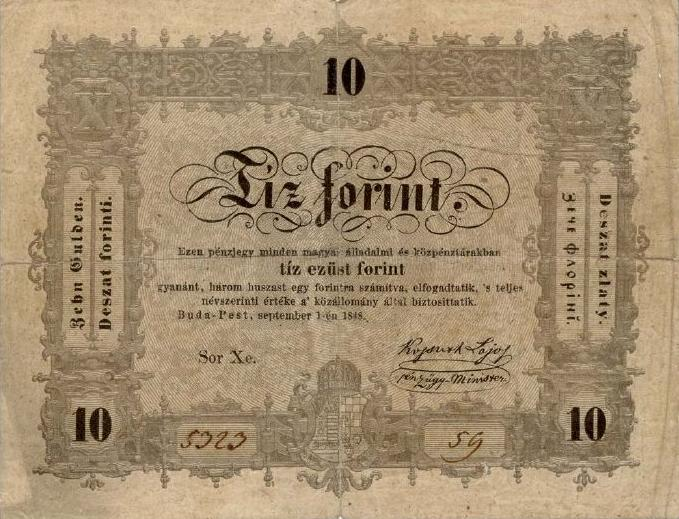
1848-as Kossuth-bankó

1848 nyarán Kossuth Lajos pénzügyminiszter azzal próbálta stabilizálni az ország pénzügyi helyzetét, hogy az udvar tiltakozása ellenére önálló magyar bankjegyet bocsátott ki forint néven. A szabadságharc kitörése után az ország magyar ellenőrzés alatti területein ez a bankjegy volt forgalomban. A magyar forint a nép körében a Kossuth-bankó elnevezést kapta. 1848. augusztus 6. és 1849. március 24. között 1, 2, 5, 10 és 100 forintos címletű bankjegyek kerültek forgalomba. Váltópénze a krajcár volt.

#### Emigrációs magyar forint
A szabadságharc leverése után Kossuth 1851-ben az Amerikai Egyesült Államokban, Philadelphiában 1, 2 és 5 forintos pénzjegyeket, úgynevezett emigrációs forintot nyomatott. Ezek után Londonban próbált meg kiadni 1, 2 és 5 forintos pénzjegyeket, ezek nagy részét azonban elégették, és kiadásra már nem kerültek. Ezek ma a legritkább Kossuth-bankók.

#### Osztrák értékű forint
1857-ben a Habsburg Birodalomban bevezették a 45 forintos osztrák értéknek nevezett új ezüstalapú valutát, az osztrák értékű forintot (Gulden österreichischer Währung). Ezt a bécsi pénzszerződés keretében a német államokkal közös pénzlábra helyezték.
A tízes számrendszerre való átállással 1 forint értéke 100 krajcár lett (a korábbi 60 krajcár helyett). Az 1 és 2 forintos ezüstérmék és a 4 és 8 forintos aranyérmék mellett 10 és 100 forintos értékjelzésű bankjegyek kerültek forgalomba. Ezt a vesztes porosz háborúk után, 1866-ban az 1, 5, 50 forintos bankjegyek követték.

#### Osztrák–magyar forint, 1867–1892

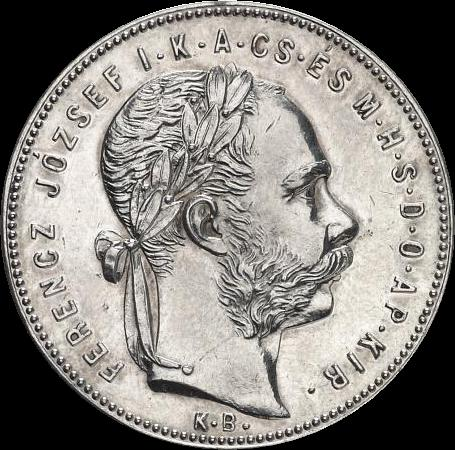
1 forint (Körmöcbánya, 1878)

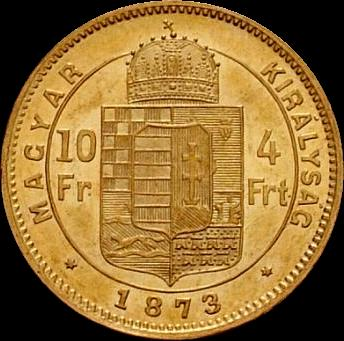
4 forintos/10 frankos aranypénz (1873)

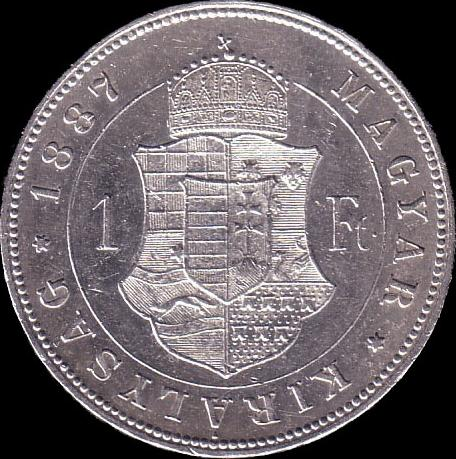
Magyar kiadású osztrák–magyar egyforintos (1887)

1867-ben, a kiegyezés után az Osztrák–Magyar Monarchia pénznemeként bevezették az osztrák–magyar forintot. Ez először fémpénzként jelent meg, Magyarországon 1867-től kezdve az osztrák forint (németül gulden vagy florin) magyar nyelvű felirattal ellátott nemzeti változatát verték. Ezt követte a közös papírpénz bevezetése. 1878-ban megalakult az Osztrák–Magyar Bank (Österreichisch–Ungarische Bank), majd 1880-ban megjelent az 1, 5 és 50 forint címletű új osztrák–magyar forintos bankjegy. Ez kétnyelvű volt: az egyik oldalán német, a másik oldalán magyar szöveggel. A bankjegyeket a közvetlenül a kormány által kibocsátott hasonló formájú 10, 100 és 1000 forint címletű államjegyekkel egészítették ki.
Az osztrák–magyar forint 1892-ig, az immár aranyvaluta-alapú korona bevezetéséig volt forgalomban.

##### A forintos-frankos aranyérmék
A kiegyezés utáni időszakban jutott az immár független osztrák és magyar állam abba a helyzetbe, hogy előkészíthesse az aranyvaluta bevezetését. Az ezüstvalutájú Osztrák–Magyar Monarchia szigetként terült el a korabeli aranyvalutájú Európában. A Monarchia és Franciaország között 1867-ben szerződés született arról, elfogadják egymás pénzeit, és a Monarchia lépéseket tesz a Latin Éremuniónak megfelelő tiszta aranyvaluta bevezetésére. Ennek érdekében megkezdődött a hátoldalon – a térség történetében szokatlan módon – mindkét címletet feltüntető pénzek verése. Ausztriában a bécsi, Magyarországon a körmöcbányai verde 1870 és 1892 között, valamint a gyulafehérvári verde 1870-ben és 1871-ben állított elő a Latin Éremunió pénzlábához kapcsolódó 90% aranyat tartalmazó pénzeket, 8 forint = 20 frank és 4 forint = 10 frank címletben. Ezek az Osztrák–Magyar Monarchiában forogtak a korona bevezetéséig. Elfogadási kötelezettségük nem volt, bár a többi aranypénznek sem, mivel az aranypénzek forgalma az Osztrák–Magyar Monarchiában szabad egyezkedés tárgyát képezte. Két ország, Olaszország (1871-ben) és Belgium (1874-ben) törvényes fizetőeszköz rangjára emelte a Monarchia 4 és 8 forintosait. Bár a Latin Éremunió és a Monarchia között a végleges szerződést a porosz–francia háború miatt nem kötötték meg, és így az Osztrák–Magyar Monarchia hivatalosan nem lett az éremunió tagja, azonban a kétféle aranypénz kereskedelmi pénzként részt vett pénzforgalmában. A Monarchia csatlakozási törekvése lépés volt az aranyvaluta megteremtése felé, még ha felemás módon is. A két címletű aranypénzen kívül más címletet nem vertek, az éremunió pénzei nem váltak általánossá, az 1867-es szerződés előírásai nem valósultak meg.

### A mai magyar forint története

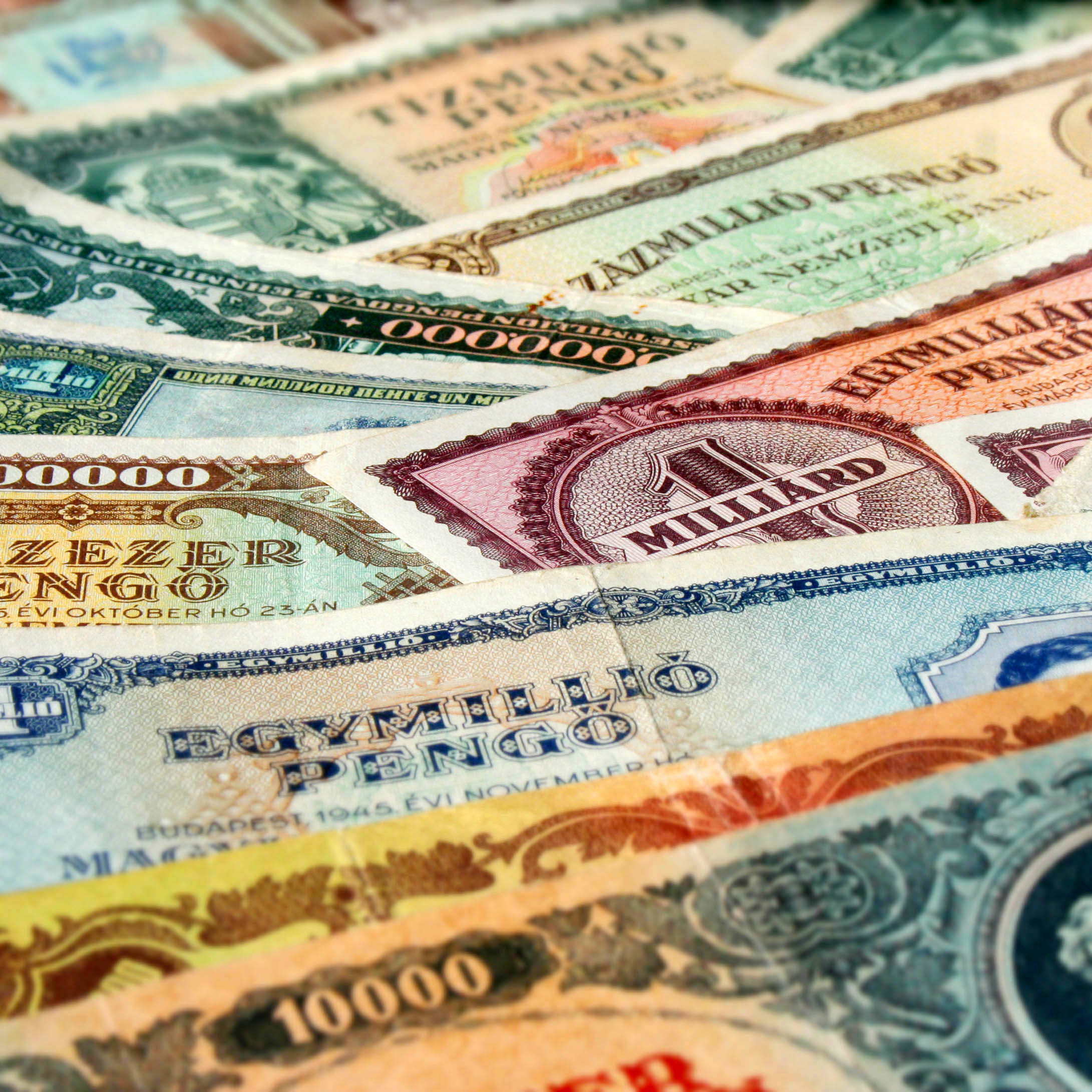
A pengő nagyarányú elértéktelenedése vezetett a forint bevezetéséhez

A II. világháború után, 1946. augusztus 1-jén vezették be az 1945-1946 évi hiperinflációt követően a pengő helyett ismét a forintot. Ez a forint még arany alapú pénz volt a kibocsátáskor. 1 Ft = 0,0757575 gramm arannyal. 1 kg arany = 13 210 Ft-tal. 8.700/1946 (VII.29) M.E. rendelet. A forint váltópénze a fillér, de a fillérérméket 1999-ben kivonták a forgalomból. 2008-ban az egy- és kétforintos érméket is kivonták a forgalomból. A Magyar Nemzeti Bank 2009. június 15-én bevezette a 200 forintos érmét, a 200 forintos bankjegyeket 2009. november 15-én bevonták.
2001. június 16-ától konvertibilis a forint.
A forint Magyarország európai uniós csatlakozása (2004) után is megmaradt, de valamennyi új EU-taghoz hasonlóan Magyarország is vállalta, hogy fizetőeszközét euróra cseréli, amint a gazdaság teljesíti az eurózónához való csatlakozás feltételeit. 2001-ben az euró bevezetését még 2006-ra várták, a várt időpont azonban a gazdaság mutatóinak romlásával párhuzamosan folyamatosan tolódik.
2008. február 26. óta a forint szabadon lebeg. (Lásd még: A forint árfolyamrendszere.)

## Más országok forintnak nevezett pénzei

### Hollandia

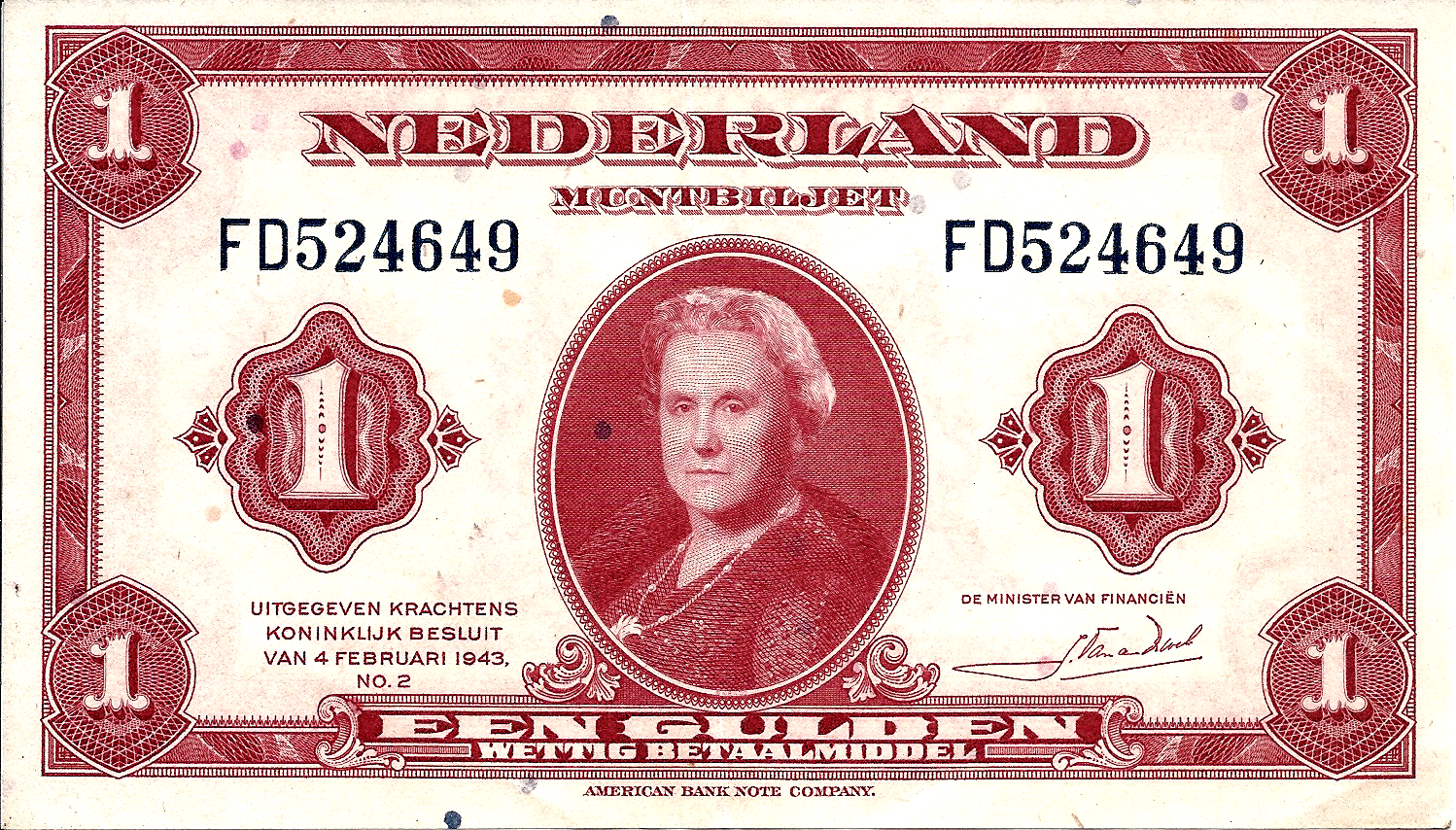
Holland egyguldenes államjegy (Muntbiljet) Vilma királynő portréjával

holland gulden (14. század-2002)

#### Holland-Antillák
A volt holland gulden alapján vert helyi holland antillákbeli forint ma is használatban van.

#### Aruba
A volt holland gulden alapján vert arubai florin ma is használatban van.

### Németország
A dél-német forint (németül: Süddeutsche Gulden) a dél-német államok (nevezetesen: Bajorország, Baden, Württemberg, Frankfurt és Hohenzollern) pénzegysége volt 1754-1873 között.

### Ausztria
A konvenciós forintot, majd az osztrák értékű forintot a Habsburg Birodalomban 1762-1867 között, az osztrák értékű forint örökébe lépő osztrák-magyar forintot pedig az Osztrák–Magyar Monarchiában 1867-1892 között használták. A pénznem neve németül Gulden, magyarul forint, latinul florin volt.

### Írország
A florint 2 shillinges értékben használták 1928-1968 között.

### Ausztrália
A florin 1910–1966 között volt forgalomban.